# Saison 4 de Ninjago
 (mai 2018).
Si vous disposez d'ouvrages ou d'articles de référence ou si vous connaissez des sites web de qualité traitant du thème abordé ici, merci de compléter l'article en donnant les références utiles à sa vérifiabilité et en les liant à la section « Notes et références ».
Chronologie
Saison 3 Saison 5
Cet article présente le guide des épisodes de la quatrième saison de la série télévisée d'animation américaine Ninjago. Elle se nomme Le Tournoi des éléments, Tournament of Elements en anglais. Elle fut diffusée du 23 février 2015 au 3 avril 2015 sur Cartoon Network. En France elle a été diffusée du 27 avril 2015 au 8 mai 2015 sur France 3. Aux États-Unis la saison est diffusé à 18h30 et en France à 19h30.

## Épisodes

### Épisode 1:L'Invitation
- États-Unis : 23 février 2015 sur Cartoon Network
- France : 27 avril 2015 sur France 3

Un groupe de Nindroïdes patrouille dans une jungle, ignorant que Lloyd les espionne. Soudain, le Ninja vert prend des mesures, battant les robots un par un. Il entre ensuite dans une grotte et esquive certains lasers, avant d'utiliser son Spinjitzu pour détruire d'autres Nindroïde. Lloyd accroche une corde par ses côtes et descend jusqu'à Borg Industries, essayant d'obtenir l’armure d’or. Il s'avère qu'il s'agit d'un test, auquel Wu déclare qu'il avait demandé aux autres ninjas de venir, pas seulement Lloyd. Lloyd tente d'expliquer la situation, bien que Borg comprenne que la mort de Zane les a tous touchés, révélant qu'il n'a pas eu de nouvelles de P.I.X.A.L. depuis le mémorial. Lloyd décide alors de réunir l'équipe.
Jay anime maintenant sa propre émission de télévision pour trouver un nouveau héros pour Ninjago. Il présente la joueuse en tant que Cathy, une concurrente de retour et demande pourquoi elle est revenue après avoir perdu la dernière fois qu'elle a participé. Elle déclare : "Parce que les ninjas n'arrêtent jamais !" et commence à sauter à travers les obstacles. Cependant, elle échoue, mais est fière d'être allée plus loin que la fois précédente. Le jeu est terminé ; Jay va dans son vestiaire. À l'insu du Maître de la Foudre, Lloyd apparaît après s'être faufilé. Il dit à Jay de rendre visite à Wu et d'envisager de revenir dans l'équipe. Jay décline, en raison de sa haine contre Cole pour les sentiments de Nya envers lui et Lloyd disparaît, tout en lui disant de lui rendre visite s'il change d'avis.
ICole est maintenant devenu un bûcheron. De nulle part, le Ninja vert réapparaît. Lloyd essaie de convaincre Cole de rejoindre l'équipe, mais Cole refuse, en a marre de se battre contre divers menaces et contre Jay, il lui explique qu’il c’est retiré ici car personne ne connait sa vie de ninja. Pendant ce temps, un énorme morceau de bois roule vers les autres bûcherons, alors Cole fait des rochers pour l'arrêter, révélant aux autres bûcherons qu'il est en effet le Ninja de la Terre. Lloyd s'en va, disant également à Cole de lui rendre visite s'il change d'avis.
Kai lutte maintenant dans un combat clandestin sous le nom de Shogun Rouge et bat Kruncha avant de faire une pause. Alors qu'il sirote du jus, Lloyd arrive et demande à Kai de revenir. Comme ses amis, Kai refuse, disant que Lloyd n'a pas besoin d'une équipe et souhaitant que ce soit lui qui a donné sa vie au lieu de Zane. Lloyd lui rappelle qu'il veut toujours être celui-là, en utilisant son obsession de devenir le Ninja vert comme exemple avant de lui dire de penser à quelqu'un d'autre que lui-même. Lloyd s'en va, disant à Kai la même chose qu'il a fait à ses autres anciens coéquipiers : lui rendre visite s'il change d'avis.
Kai se rend au parc pour voir la statue du Ninjas Titane ainsi que le Faucon perché sur son épaule avant de décider d’accepter l'offre de Lloyd. Cependant, Kai n'est pas le seul à rencontrer le Ninja Vert à la Maison de Nouilles de Chen, car Jay et Cole avaient également été convaincus d'y retrouver Lloyd. Lloyd informe les ninja de son nouveau plan : embaucher un nouveau ninja. Les autres refusent l'idée, disant que Zane est irremplaçable et que Kai déclare qu'ils ne sont plus une équipe sans Zane. Ils sont rapidement interrompus par des voyous  qui volent le registre. Les ninjas battent facilement les voyous, Lloyd leur fait réaliser qu’il ne peuvent pas renoncer à leurs natures profondes. Le gang court immédiatement à l'arrière, où les ninjas suivent seulement pour voir que les trois ont disparu. Le quatuor voit bientôt une image dessinée de Zane attachée à un sanctuaire. Ils voient également une assiette de biscuits de fortune, chacune avec une invitation à un tournoi des éléments organisé par Maître Chen, le propriétaire de la chaîne de restauration. Ils sont surpris de voir les invitations dire que Zane est toujours en vie et qu'il sera libéré s'ils participent et gagnent. Ils décident d'accepter et d'éviter de le dire à qui que ce soit en raison des recommandations de l'invitation.
Au monastère de Garmadon, Nya annonce qu’elle a l'intention de reconstruire le Destiny's Bounty et demander si tout le monde va se joindre pour l’aider. Dans sa chambre, le Ninja vert finit de faire ses valises et s’apprête à prendre ses armes lorsque son père entre et lui demande où il va. Lloyd ment et lui disant que lui et les autres vont pêcher pour renforcer leurs liens d'équipe et se demande s'il y a d'autres maîtres élémentaires, dont Garmadon se méfie. Lloyd lui dit d'ignorer la question et s'en va ; Garmadon voit bientôt que Lloyd a laissé sa canne à pêche derrière lui et en voyant une boîte à emporter de la maison des nouilles, il se rend compte que Lloyd est en danger.
Sur les quais, les ninjas voient d’autres maîtres élémentaires. Lloyd s'approche bientôt et explique ce qui s'est passé avec son père. Un ferry arrive bientôt, et tout le monde commence à embarquer quand une femme en orange regarde Kai, ce qui l'amène à ignorer tout ce que dit Lloyd. ils sont accueillis par Clouse, le commandant en second de Chen, leur disant qu'en tant que maîtres de Spinjitzu, ils auront un avantage favorable avant de jeter les nunchaku de Jay à la mer. Ils commencent bientôt à monter à bord du navire lorsque Garmadon arrive et essaie de les arrêter, les avertissant que Maître Chen est un homme dangereux. Lloyd réplique en disant qu’il cherche à réformer équipe en trouvant Zane. Lloyd monte à bord malgré les avertissements de son père, Garmadon accompagne le ninja à bord, où ils rencontrent les autres Maîtres élémentaires.
Sur le pont, Lloyd interroge Garmadon sur sa connaissance de Clouse tandis que Kai l'interroge sur les autres éléments. Garmadon explique que Chen était son maître avant d’être un traître puis il leur révèle qu’il leur ont caché l’existence des autres maîtres élémentaire pour leurs faire croire qu’ils étaient spéciaux. Il déclare ensuite que tout le monde à bord est un descendant d'un maître élémentaire original, gardien du premier maître Spinjitzu. Kai se rend alors compte que la même chose pourrait aller pour sa sœur Nya. Il poursuit, en disant que les combattants ne servent aucun maître, mais qu'ils ont débloqué leurs vrais potentiels. Il présente chaque maître élémentaire et Kai l'interroge sur la fille à capuchon, bien que Garmadon dise qu'il ne reconnaît pas tout le monde puis ils voient la fille se faire harceler par une brute, ennuyant Kai pour qu'il prenne des mesures. La brute, se présentant comme Karlof, le maître du métal, déclare qu'il ne veut que son manteau, bien que Kai commence à l'insulter, lui et ses gants. Bien que la fille et Garmadon lui disent de se détendre, Kai défie Karlof jusqu'à ce qu'il frappe le Ninja Rouge de l'autre côté du pont. Jay, Cole et Lloyd tentent d'intervenir, mais Garmadon leur déconseille. Le Ninja rouge se remet bientôt sur pied et les deux se battent sur tout le navire jusqu'à ce que Karlof épingle Kai ; juste avant qu'il ne termine, Clouse les interrompt. La fille (Skylor) s'excuse auprès de Kai et l'aide à se lever.

### Épisode 2:Il ne peut en rester qu'un
- États-Unis : 2 mars 2015 sur Cartoon Network
- France : 28 avril 2015 sur France 3

Le ferry atteint l'île de Chen, où les concurrents du Tournoi des éléments se précipitent hors du véhicule. Ils suivent les instructions de Clouse jusqu'à la forteresse principale de l'île où ils rencontrent Chen qui explique ensuite les règles du concours. Clouse proclame plus tard que Garmadon est exclu de la forteresse parce qu'il n'est pas un concurrent ; Garmadon est tout simplement d'accord, bien qu'il déclare qu'il garderait un œil sur lui.
Le ninja entre bientôt dans leurs chambres, trouvant à chacune un intérêt qui attire leur attention ; Kai a un balcon à côté de celui de Skylor et essaie de l'impressionner, bien qu'il échoue à sa tentative de la gagner, Jay avec une technologie de pointe, Cole avec de délicieuses friandises de maison des nouilles, et Lloyd avec un nouveau venu tout en faisant une promesse à Zane qu'ils le libéreront. Quelques instants plus tard, Chen déclare que le premier tour commence, faisant le tour des concurrents enthousiastes.
Chen explique les règles, déclarant que celui qui ne trouve pas de Lame de Jade sera éliminé de la compétition. Lloyd court vers une lame Jade près de sa chambre, mais d'autres participants au tournoi s'affrontent également. Clouse voit Lloyd, puis utilise la magie noire pour empêcher Lloyd de gagner. Cependant, Garmadon le voit et l'attaque, interrompant ainsi son sort. Jay, d'un autre côté, se prélasse dans son jacuzzi, quand un maître des éléments entre dans sa chambre, essayant de trouver une lame de jade. Le Ninja bleu met une serviette et le frappe au sol, pour seulement trouver une lame de jade dans une lumière. Jay distrait son adversaire en allumant la télé, permettant à Jay de s’emparer d’une lame de jade.
Cole, l'estomac plein, est à la recherche d'une lame de jade et est sur le point d'en obtenir une, pour la perdre au profit des autres maîtres des éléments. Heureusement, il trouve une autre lame cachée sous le sol. Kai et Skylor repèrent une lame sur leur toit, seulement pour que Skylor manipule le Maître du Feu pour qu'il reçoive la Lame de Jade pour elle. Frustré par ses efforts, Kai voit bientôt Karlof en train de s’emparer de la dernière lame ; les derniers combattants s’affrontent pour rester dans le tournoi. Les résultats sont révélés alors que Karlof se dirige vers Chen en agitant la lame de Jade en triomphe. À son insu, Kai se faufile et utilise un tournevis pour retirer le gant en métal de Karlof pour arracher la lame et s'envoler vers la statue de Lame de Jade en utilisant sa puissance de feu.
Malgré les protestations en colère de Karlof que Kai a trichées, Maître Chen déclare Karlof comme le perdant de la ronde, avant d’activer une trappe sur Karlof, où il tombe dans l'inconnu. Le ninja se demande bientôt comment ils devraient trouver Zane, à qui Kai organise une réunion dans sa chambre. Plus tard dans la nuit, tout le monde arrive, mais lorsque Jay passe, Skylor sort de sa chambre, forçant Kai à pousser le Maître de la Foudre de son balcon. Après le retour du Ninja orange dans ses quartiers, Kai aide Jay à monter et à entrer dans la chambre du Maître du Feu, décrivant la difficulté de se faufiler, lorsque Cole découvre une pièce cachée sous le lit de Kai. Les ninjas entrent dans les tunnels où il trouve deux trous qui jettent un coup d'œil dans la chambre de Skylor, que Jay regarde en premier. Voyant et disant que c'était pour la chambre de Skylor, Kai le rejoint pour regarder Skylor en train de s'entraîner puis il voit une flamme jaillir de sa main, Kai croit que lui et Skylor sont de la même famille. 
Le ninja parcourt le tunnel avec Cole laissant sans le savoir une trace pour qu'ils reviennent après avoir laissé tomber ses chocolats. Après avoir voyagé plus loin dans le tunnel et s'être déguisés en cultistes après les avoir assommé, ils voient où se trouvent les Cultistes d'Anacondrai. 
En soumettant une escouade de gardes, les ninjas se déguisent et infiltrent la cérémonie de Chen alors qu'ils amènent un Karlof captif. À la grande horreur du ninja, Chen déclare alors "il ne peut en rester qu’un" avant de voler l'élément de Karlof avec le sceptre des éléments. Le ninja se rend compte que le plan de Chen est de voler le pouvoir du concurrent, car Cole a noté que Chen utilisait le pouvoir de glace, ce qui signifiait qu'il avait déjà volé le pouvoir de Zane. Chen fait alors emprisonner Karlof impuissant dans une usine alors que ce dernier crie avant d'être emmené dans l'obscurité.
Alors que les ninja parlent entre eux de ce qu'ils ont vu, que leur tatouage au chocolat fond et que les cultistes se rendent compte qu'ils sont des "imposteurs", Chen signale à ses guerriers d'enlever les intrus alors qu’ils s’apprêtent à s’enfuir. Les ninjas échappent aux cultistes, mais sont suivis par un grand serpent Anacondrai. Ils s'en sortent en appuyant involontairement sur un bouton qui les ramène à la chambre de Kai et promettent de respecter les règles jusqu'à ce que Zane soit retrouvé.

### Épisode 3:L'Adversaire
- États-Unis : 9 mars 2015 sur Cartoon Network
- France : 29 avril 2015 sur France 3

Zane rêve qu’il marche dans un blizzard et rencontre le dragon fait de glace. Il voit le Faucon parler avec la voix de P.I.X.A.L. et le réveille au cachot avec P.I.X.A.L. qui lui parle à côté de sa prison. P.I.X.A.L. essaie de faire en sorte que Zane retrouve la mémoire. Elle révèle que Zane avait sauvé ses amis en se sacrifiant avant de se reconstruire et lui rappelle ses capacités de nindroïde. Il commence avec succès à se souvenir de ce qu'il peut faire et trouve de nouvelles capacités à utiliser.
Pendant ce temps, Nya et Sensei Wu poursuivent leurs travaux sur la reconstruction de Destiny's Bounty.Misako 
démarque et leurs annonces que Garmadon et les ninjas ont disparu depuis des jours. Nya commence une recherche pour le Ninja en utilisant sa base mobile, le D.B. Express. Bien que Wu assure Misako que sa famille et ses élèves seront retrouvés, elle lui rappelle qu'ils sont toujours avec Garmadon .
De retour sur l'île de Chen, le Tournoi des éléments est en pause. Tous les concurrents sont à la cafétéria en train de prendre le petit déjeuner sauf Garmadon qui a été interdit de se servir car il trahit son maître. Les ninja sont toujours secoués par le fait que Chen a volé les pouvoirs de Karlof et tentent de trouver un nouveau plan pour trouver Zane. Chen annonce ensuite les trois prochains combats entre les maîtres en compétition pour obtenir les Lames de Jade. Les maîtres choisis sont : Griffin Turner, Gravis, Ash, Bolobo, Neuro et Kai.
Le premier match commence avec Turner, le maître de la vitesse contre Gravis, le maître de la gravité. Les deux combattants se battent pour obtenir une lame de jade au sommet d'un cerisier en fleurs. L'élément de Turner lui a d'abord donné une longueur d'avance, mais Gravis le rattrape au moyen de la lévitation. Turner remporte le duel et Chen active une trappe pour Gravis, où ce dernier tombe quand même à cause d’un sac de sable. Le deuxième match entre Neuro, le maître de l’esprit contre Bolobo, le maître de la nature commence, où la lame de jade se trouve sur un rocher. Neuro réussit à jouer avec l'esprit contre Bolobo pour pouvoir gagner alors que son adversaire se fait emporter par une trappe de Chen. Le dernier match entre Kai et Ash, le maître de la fumée se déroule sur un pont au-dessus d'un volcan, avec la Lame de Jade. Kai est en difficulté contre son adversaire qui peut s’évaporer à tout moment mais il l’utilise à son avantage pour attraper la lame de jade. Kai est déclaré vainqueur alors que son adversaire est éliminé 
Alors que Chen est diverti par son kabuki, Clouse lui rappelle que les ninjas ont vu la cérémonie et le supplie d'utiliser ses pouvoirs. Cependant, Chen ne s'inquiète pas et déclare qu'il existe d'autres façons de jouer avec le ninja. Bientôt, les concurrents et les ninjas découvrent que les prochains combats ont été modifiés et que prochaines combats opposera Cole contre Jay. Garmadon leur dit de l'accepter, mais Jay lui dit que l'un d’entre eux va être éliminé. Lloyd propose d’aller voir Neuro pour empêcher ce combat, mais le maître de l’esprit crée des tensions entre Jay et Cole pour avoir ses chances aux tournois. Lloyd parvient à le convaincre de le laissant lire dans son esprit pour lui montrer ce qui est arrivé à Karlof à. Neuro accepte de les aider pour éviter le sort. Neuro essaie de trouver Chen pour lire dans ses esprit, mais Clouse se met en chemin et le soupçonne d’aider les ninja. Neuro lit son esprit pendant un moment et s'en va rapidement.
Dans le stade, Jay et Cole s'entraînent pour le combat. Neuro s'approche alors et dit à Kai ce qu'il a découvert : Clouse a un livre de sortilège où la page importante est à la page 149 sans savoir ce que c’est. L’un comme l’autre, Jay et Cole sont déterminés à vaincre l’autre malgré les raisonnements de Kai et Lloyd. Alors que le combat commence, Garmadon dit à son fils et à Kai que c’est à eux de décider, tandis que Lloyd espérait que Cole et Jay pourraient rétablir leur amitié. Chen commence à annoncer le combat, bien que les deux ninjas commencent immédiatement à se battre et déployer leur pouvoir au grand plaisir de Chen.
De retour au sous-sol, Zane commence à couper ses chaînes. P.I.X.A.L. lui conseille de s’échapper pendant le combat, mais il déclare qu'elle viendra avec lui avant qu’il ne brise ses chaînes et rejoindre la cellule de P.I.X.A.L. où il est choqué de découvrir qu'elle avait été mise au rebut. Elle l'encourage de continuer sans elle mais Zane propose d’intégrer le disque neuronal de P.I.X.A.L. en lui-même pour que P.I.X.A.L. fasse partie de lui. Malheureusement, Clouse se faufile derrière Zane et le taser, le faisant s'évanouir et lui mettant des chaînes plus solide.
Pendant ce temps, à l'arène, Cole domine Jay et le pousse au sol. Il cesse bientôt de se battre réaliste qui se trompe d’adversaire, Jay admet alors qu'il le blâme pour cette histoire avec Nya, tous deux se réconcilient et continuent le combat à main nu en espérant que Chen déclare le match nul mais ce dernier est déçu et libère les Écraseurs Condrai contre eux. En travaillant ensemble, le ninja détruit tout, mais Chen se met en colère et veut qu'ils perdent tous les deux s'ils ne se battent pas. Jay propose à Cole de prendre la Lame Jade pour continuer mais à la place, il le jette à Jay car il considère qu’il l’a mérite. Cole perd et tombe à travers un trappe, à la grande consternation des ninjas. Cependant, Garmadon dit à Kai et Lloyd que Cole est peut-être parti, mais qu'il n'a pas perdu parce qu'il a fait la bonne chose en se sacrifiant pour récupérer son coéquipier et son meilleur ami et qu'il s'est battu comme un vrai ninja.

### Épisode 4:Un combat qui roule!
- États-Unis : 16 mars 2015 sur Cartoon Network
- France : 30 avril 2015 sur France 3

L’épisode débute au moment où Skylor affronte Jacob, le maître du son. Les deux combattants se battent pour trouver une lame de jade qui est cachée dans l’un des jarres. Bien qu’aveugle, Jacob utilise le son à son avantage. Kai arrive pour regarder avec ses amis mais il marche sur les pieds de tout le monde dans le processus. Garmadon explique que l'élément de Skylor est l'ambre, le pouvoir d’absorber un autre élément, ce qui rassure Kai. En touchant Jacob, Skylor utilise son pouvoir contre lui pour s’emparer de la lame de jade en premier. Après l'élimination de Jacob, Chen annonce qu'il voulait initialement donner à tout le monde des bijoux pour leur travail dans le Tournoi. Mais, en raison du combat de Jay avec Cole, il rejette l'idée et enlève les suites privées de tout le monde, les forçant à dormir dans la cafétéria ensemble, au grand dam de l'ennui et de la colère des maîtres élémentaires, Garmadon les avertit que s'ils ne se font pas d'amis avec les autres, ils essaieront de les éliminer par tous les moyens nécessaires.
Pendant ce temps, Cole est dans une cellule, ses pouvoirs lui ont été enlevés puis Clouse l’emmène à l'usine de nouilles.
Malheureusement pour lui, il est interdit de manger la marchandise. Il retrouve Karlof et Jacob, le premier lui montrant comment faire son travail tandis que le second cherche à s’évader. À la maison de nouilles de Chen, Nya espionne Eyezor tout en le signalant à Wu. Nya décide de suivre les camions en déguisant son véhicule comme l'un des camions afin de suivre les autres dans l’espoir de retrouver les ninjas. Au même moment, Dareth se plaint après avoir appris que son plat préféré a été retiré, celui-ci commence à suivre sans le savoir l’imitation de Nya à pied.
Pendant que les concurrents dorment, les trois ninjas restants discutent d'un plan mais Clouse débarque et avec l’aide de ses serviteurs, ils mettent des patins à roulettes à tout le monde. Clouse annonce que le prochain combat opposera Lloyd contre Camille, là maîtresse de la forme. Cette fille réussit sournoisement à lui révéler son point faible en se faisant passer pour Kai. De retour à l'usine, Jacob tente une évasion mais en atteignant la porte, Clouse l’attrape et ordonne à ses serviteurs d’envoyer le Maître du Son pour qu’ils puisse nourrir son serpent. Cole est horrifié d'entendre cela, mais Karlof, ne voulant pas avoir d'ennuis, décide de retourner au travail.
Les concurrents entrent dans une patinoire où Chen annonce le prochain défi : la lame du tonnerre. Il donne une lame de Jade à Lloyd et Camille et dit que celui qui franchit la ligne d'arrivée avec sa lame en main gagne un point et que celui qui aura gagné dans le temps imparti, gagne. Chen annonce au autres combattants qu’ils peuvent choisir les équipes qu’ils veulent pour l’aider. Presque tout le monde se range du côté de Camille, laissant le ninja dans un énorme désavantage. Une fois les concurrents en place, la course commence avec Lloyd et Camille ayant une longueur d'avance tandis que les autres suivent peu de temps après. Skylor tente de convaincre Kai de faire perdre Lloyd pour la suite du tournoi. Très vite, les choses commencent à empirer car Lloyd se retrouve déstabilisé par les autres combattants et Kai gêne involontairement son équipe parce qu’il a du mal à gérer son équilibre sur des patins.
Sur les quais de Ninjago City, les camions montent à bord du ferry de Chen. Nya essaie de savoir pourquoi lorsque Dareth frappe à la fenêtre du passager, après l’avoir vu. Elle le ramène l'amène ensuite et lui explique sa situation avec ninja. Il propose ensuite d'aider, ce qu'elle nie, bien qu'elle n'ait pas le choix car ils sont à côté des vigiles de Chen. De retour à la course, Camille est toujours en avance sur Lloyd d'un point au grand plaisir de Chen. Chen commence à utiliser ses commandes pour activer une rampe pour arrêter Lloyd, bien que cela ne l'arrête pas. Jay tente de l’aider mais il se fait piéger par Camille déguisée. Elle ordonne ensuite à Shadow de frapper le dos de Lloyd, il perd sa lame au profit de l’équipe adverse mais Jay la reprend. Tout le monde fait tout ce qu'il peut pour arrêter le ninja, Chen libérant même un buggy pour prolonger la tête de Camille.
Lloyd est bientôt pris en embuscade par les maîtres des éléments, et quand Jay essaie de l'aider, Turner l'accélère sur la piste pour le faire rentrer sur le Ninja Vert, bien que cela aide son dos. Skylor annonce à Kai que Lloyd va être éliminé comme prévu mais Kai décide de l'aider, utilisant ses pouvoirs pour frapper Camille, permettant à Jay de lui prendre sa. Skylor dissuade Kai mais celle-ci refuse car il est ninja comme ses amis, ce qui fait de la peine à Skylor. Jay s'approche de Kai qui lui dit que Garmadon avait raisonet lui propose de révélé la vérité sur Chen au autres.
Camille reprend sa lame chaque ninja rêve à tous les combattants que la vraie nature du Tournoi c’est de voler leur pouvoir sortilège. Certains en doutent, mais Neuro le confirme ce qu’ils disent puis certains rallient les ninjas pour aider Lloyd. Lloyd s’empare du buggy et, grâce à ses nouveaux alliés, il rattrape Camille. Lloyd essaie de la convaincre de les rejoindre, mais celle-ci le déstabilise pour être la gagnante.
Chen s'inquiète de la victoire de Lloyd et ordonne à Clouse d'utiliser sa magie, mais Garmadon intervient puis le marqueur essaie alors de truquer le score, mais Skylor, utilise la gravité pour l’en empêcher. Les deux coureurs franchissent la ligne d'arrivée juste au moment où le temps se termine, le score final étant de 13 chacun. Cependant, il est révélé que Camille a laissé tomber sa lame de Jade, faisant de Lloyd le gagnant. Cependant, Chen proteste et affirme que Lloyd a triché, mais les combats défendent le ninja vert et déclarent que Chen a triché, puis M. Opalin (le maître de la lumière) Kai et Jay souhaitent être éliminés si Lloyd est disqualifié, tandis que Skylor déclare que si tout le monde est éliminé, il n'y a pas de tournoi. Avec la confirmation de Clouse, Chen est forcé de se conformer et d’éliminer Camille.

### Épisode 5:Un espion pour un autre
- États-Unis : 23 mars 2015 sur Cartoon Network
- France : 1er mai 2015 sur France 3

Dans l'usine de Chen, Cole travaille avec Karlof sur la fabrication des biscuits de fortune. Surpris de voir le Ninja de la Terre si heureux tout d'un coup, le maître du métal l'interroge. Cole explique que maintenant qu'il a trouvé Zane, il tente de sortir. Il glisse une note dans l'un des biscuits de la fortune pour informer les autres ninja de sa situation, et le place sur un plat empilé de biscuits de fortune pour un banquet que Chen organise. Karlof  lui demande de revenir pour lui si il arrive à s’échapper dit à Cole que si il s'échappe, ce que Cole accepte à la hâte de faire avant de donner les biscuits. Malgré un appel serré, le cookie passe devant les gardes sans aucun soupçon.
Pendant ce temps, Nya et Dareth sont à l'extérieur du palais de Chen. Nya tente d'entrer, mais est arrêtée par Dareth, qui la déguise en l'un des kabuki de Chen, afin qu'elle puisse entrer sans être détectée. Nya est étonnée par son travail et se demande comment il a changé ses vêtements alors qu'il dit qu'un "maître ne révèle pas ses secrets". Il s'avère que le banquet est organisé pour les huit concurrents restants qui sont arrivés au deuxième tour. Chen a servi de la nourriture exotique à tous les combattants, ce qui a rendu Lloyd méfiant au début, mais Chen lui dit de se alléger. Il félicite également Shadow (le maître de l’ombre) pour son impressionnante victoire contre Tox (la maîtresse du poison). Les ninjas cherchent à créer une alliance avec les autre maîtres et certains l’ont rejoint sauf Shadow refuse de se joindre à leurs groupes car il préfère rester seul. 
Alors que les biscuits de fortune sont apportés, Chen exige qu'ils lui soient apportés, tandis que Clouse lui prévient de l’alliance des ninjas qu’ils ont réussi à découvrir et dissuade son maître d’agir mais Chen le rassure en lui disant que tant qu’ils n’ont pas découvert le sortilège, ils auront une longueur d’avance contre eux, il remet la fortune avec le message de Cole. Il se lève et admet qu’il vole les pouvoirs des perdants au combattant et déclare que le sceptre appartiendra au vainqueur du tournoi. Lloyd, dégoûté, en affirmant qu’ils leur ment car il s’en sert pour un sortilège. Lorsqu’il le nie, Lloyd révèle que Neuro avait lu l'esprit de Clouse mais Neuro le nie aussi après avoir été regardé par Clouse.  Chen réussit à briser l'alliance.
Jay déclare aux autres ninja qui doivent maintenant trouver des preuves pour convaincre pleinement tout le monde tout en étant harcelé par le kabuki qui se révèle être Nya. Après avoir dit à Jay qu'elle sait ce qui s'est passé entre lui et Cole, elle dit au ninja qu'elle et Dareth sont infiltrés et leurs averti que parmi les combattants,il y a une taupe qui travaille pour Chen et les ninjas demande Nya d’aller à la chambre de Clouse pour en apprendre plus sur le sortilège. Skylor trouve le message de Cole dans son cookie et décide de le donner à Kai, surprenant tout le monde que Cole a réussi à trouver Zane, et rendant Kai heureux de savoir qu'il peut lui faire confiance. Jay se demande qui pourrait être l'espion, tandis que Lloyd devient convaincu que c'est Shadow du fait qu’il n’a pas voulu rejoindre leurs alliances.
De retour à l'usine, Cole lance son plan : faire des ravages en mangeant la nourriture. Les cultistes tentent de le reprendre, mais ne sont pas en mesure de le faire. Cole utilise les nouilles comme corde de fortune, mais elle se déchire, ce qui le fait tomber sur Zugu. Cole est jeté dans une cellule, bien que cela révèle plus tard qu'il avait pris les clés de Zugu. Alors qu'il entre dans la cellule de Zane, il le réveille de son rêve avec le Dragon de Glace. Cole libère Zane et ils s'échappent. Malheureusement, le gardien se rend compte que Cole a disparu et tire la sonnette d'alarme. Nya arrive dans la chambre et le livre des sortilèges et enlève la page 149 du livre après avoir entendu quelqu’un. Clouse entre également dans ses quartiers et remarque une marque blanche sur la couverture du livre des sorts. L'animal de compagnie de Clouse est libéré et poursuit Zane et Cole. Heureusement, Zane et Cole s'échappent en utilisant des shurikens explosifs, que P.I.X.A.L à activer sur Zane.
Dans les quartiers de Kai, tous les combattants sont rassemblés pour trouver l'espion. Shadow prêtant qu’il n’est pas l’espion et que c’est pas pour autant se joindre à eux car il veut gagner le sceptre. Garmadon suggère qu'ils montrent leur dos pour déterminer qui est l'espion puisque celui qui a un tatouage de serpent violet sur le dos serait considéré comme faisant partie de la secte. Finalement, cela se résume à Skylor et Shadow, le premier essayant de bloquer et de culpabiliser Kai jusqu'à ce qu'il dise qu'il lui fait confiance. Juste avant qu'elle ne se montre, ils remarque que Shadow tente de s'échapper en insistant sur le fait qu'il n'est pas leur allié ou leurs espion. La tentative de Lloyd de l'arrêter a pour conséquence que la jambe de Jay a été écrasée. Alors que Shadow s'échappe, tous le monde le considère comme d'espion, tandis que Kai tente de s'excuser auprès de Skylor, qui lui montre son dos sans tatouage.
Dans les grottes, Cole et Zane se rapproche de la sortie lorsqu’il apprennent de deux gardes que les autres maîtres des éléments sont toujours emprisonné. Cole décide de rester pour aller les sauver, tout comme Zane.
Pendant ce temps, Nya se mêle avec les kabuki alors que Clouse débarque pour annoncer le vol de la page à Chen. Bien qu’il n’est pas besoin pour l’incantation, il lui averti que ça pourrait contrecarrer leurs plans puis il comprend les empreintes provient des Kabukis et ordonne de les fouiller. Au même moment, Dareth, qui joue à un karaoké, active sans le vouloir le haut-parleur du D.B. Express, révélant son existence au moment où ils fouillent Nya. Nya averti Dareth qui s’enfuit mais se plante lamentablement, Nya grille aussi sa couverture devant Chen, mais s'échappe dans la forêt après un bref combat avec Clouse.

### Épisode 6:Le Sortilège
- États-Unis : 30 mars 2015 sur Cartoon Network
- France : 4 mai 2015 sur France 3

### Épisode 7:Élément oublié
- États-Unis : 31 mars 2015 sur Cartoon Network
- France : 5 mai 2015 sur France 3

### Épisode 8:Le Jour du Dragon
- États-Unis : 1er avril 2015 sur Cartoon Network
- France : 6 mai 2015 sur France 3

### Épisode 9:La plus grande de toutes les peurs
- États-Unis : 2 avril 2015 sur Cartoon Network
- France : 7 mai 2015 sur France 3

### Épisode 10:Le Couloir des anciens
- États-Unis : 3 avril 2015 sur Cartoon Network
- France : 8 mai 2015 sur France 3